# Tioesterasa
Las tioesterasas son compuestos orgánicos que pertenecen a las enzimas hidrolíticas, específicamente a las esterasas. Su función es romper un enlace entre un éster y un grupo tiol en los tioesteres, los cuales son compuesto formados por la unión de un grupo carbonilo y un grupo sulfihidrico mediante la eliminación de una molécula de agua. Su fórmula general es: R-CO-S-R'. El producto es un ácido carboxilo y un alcohol. Su característica fundamental es que realiza el corte junto a un grupo tiol. 

## Mecanismo y usos
Las tioesterasas, generalmente, realizan su corte entre: cadenas de acilos y CoA; cadenas de acilos y ACP; en proteínas aciladas en residuos del aminoácido cisteína; y en varios sustyratos del glutatión.
Son importantes en la síntesis de ácidos grasos al remover la coenzima A de la cadena de acilos.

## Ejemplos
Algunas tioesterasas de importancia son: acetyl-CoA hydrolasa, palmitoyl-CoA hydrolasa y succinyl-CoA hydrolasa entre otros.